# Lethe vaga
Lethe vaga är en fjärilsart som beskrevs av Hans Fruhstorfer 1911. Lethe vaga ingår i släktet Lethe och familjen praktfjärilar. Inga underarter finns listade i Catalogue of Life.